# نهر ستينا
نهر ستينا (بالكرواتية: Cetina)، هو نهر في جنوب كرواتيا. يبلغ طوله 101 كم (63 ميل)، وحوض النهر يغطي مساحة 1,463 كم2. ستينا ينحدر من على ارتفاع 385 متر من منبعه إلى مستوى سطح البحر عندما يصب في البحر الأدرياتيكي. وهو أكثر نهر غني بالمياه في دالماتيا.